# 世界へ発信!SNS英語術
『世界へ発信!SNS英語術』（せかいへはっしんエスエヌエスえいごじゅつ）は、NHK教育テレビジョン（NHK Eテレ）で2018年4月5日から2020年3月27日まで放送されていた語学教育番組・教養番組である。本項では関連のラジオ番組『世界へ発信!ニュースで英語術』（せいかいへはっしんニュースでえいごじゅつ）についても記述する。

## 概要
前身番組の『ニュースで英会話』同様、テレビ国際放送『NHKワールドTV』のニュース番組『NHK NEWSLINE』の最新ニュースを教材の一部とするが、スタジオにソーシャル・ネットワーキング・サービス（SNS）に長けた情報技術に詳しい解説者を招き、「ソーシャル・ネットワーキング・サービスでの発信術」や「旬の英語表現」を一度に楽しみ、「もし英語で、話題のトピックについて発信できたら、世界中とお友達になれるかも!?」という願いを叶えてなおかつ収録時の最新ニュースを英語で学ぶ、「ニュースで英会話」の発展的番組。なお、本番組開始に際し、『ニュースで英会話』はラジオ放送に特化し、NHKラジオ第2放送の『ワンポイント・ニュースで英会話』については『世界へ発信!ニュースで英語術』と改題している。
2020年3月27日（再放送は同年4月3日）をもって『世界へ発信!SNS英語術』は終了。同年4月3日から、最新ニュースについてSNSに投稿された内容をネイティブスピーカーと専門家が解説する番組『世界にいいね!つぶやき英語』が始まった。

## 出演者
- 遼河はるひ
- 加藤綾子[2][1]（過去）

### パートナー
- ゴリ（ガレッジセール）
- ヒデ（ペナルティ）[2]
- G・カズオ・ペニャ[2]

### 解説
以下のうち1名または複数名が出演。
- 佐々木俊尚
- 古田大輔（BuzzFeed Japan）[2]
- 塚越健司
- 鳥飼玖美子[注 1]
- 内藤陽介

### ナレーター
- Owen真樹[2]

### 放送日時
放送日時はいずれもEテレ。放送時刻はいずれもJST。
2018年4月 - 2019年3月
本放送
金曜日 21:30 - 21:55
再放送
金曜日（本放送の翌週） 10:25 - 10:50
2019年4月 - 2020年3月
本放送金曜日 21:30 - 21:55
再放送
土曜日 6:00 - 6:25
金曜日（本放送の翌週） 10:25 - 10:50

## 世界へ発信!ニュースで英語術
NHKラジオ第2放送では、5分間番組『世界へ発信!ニュースで英語術』が放送されている。
2020年度から『ニュースで英語術』とタイトルが変更になっている。他の英語番組のようなテキストは存在しない。

### 放送時間
放送日時はいずれもラジオ第2放送。放送時刻はいずれもJST。
本放送月曜日 - 金曜日 12:55 - 13:00
再放送
月曜日 - 金曜日 23:15 - 23:20
土曜日 23:10 - 23:35（1週間の5本分をまとめて放送）
日曜日 14:20 - 14:45（1週間の5本分をまとめて放送）

### 出演者
- 高松珠子（講師）（2020/04/14-2020/06/08の期間を除く）[注 1]
- 花田恵吉（講師）（2020/04/14-2020/06/08）[注 3]
- 亀井・シーナ・佐代子（パートナー・ウェブ音声読み上げ）[注 1]

## 関連番組
- NET BUZZ - 当番組と同時期に開始されたソーシャル・ネットワーキング・サービス使用番組[2]。